# 斯塔里布扬共和国

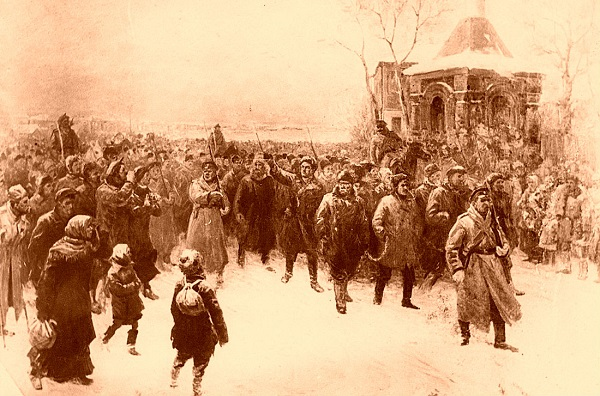
被捕的斯塔里布扬共和国领导人

斯塔里布扬共和国（羅馬化：Starobuyanskaya respublika）是1905年俄国革命时期于俄罗斯帝国萨马拉省斯塔里布扬村建立的农民自治政府，存在于1905年11月12日—26日。该政权受社会革命党影响。